# Bitwa pod Umm Kasr

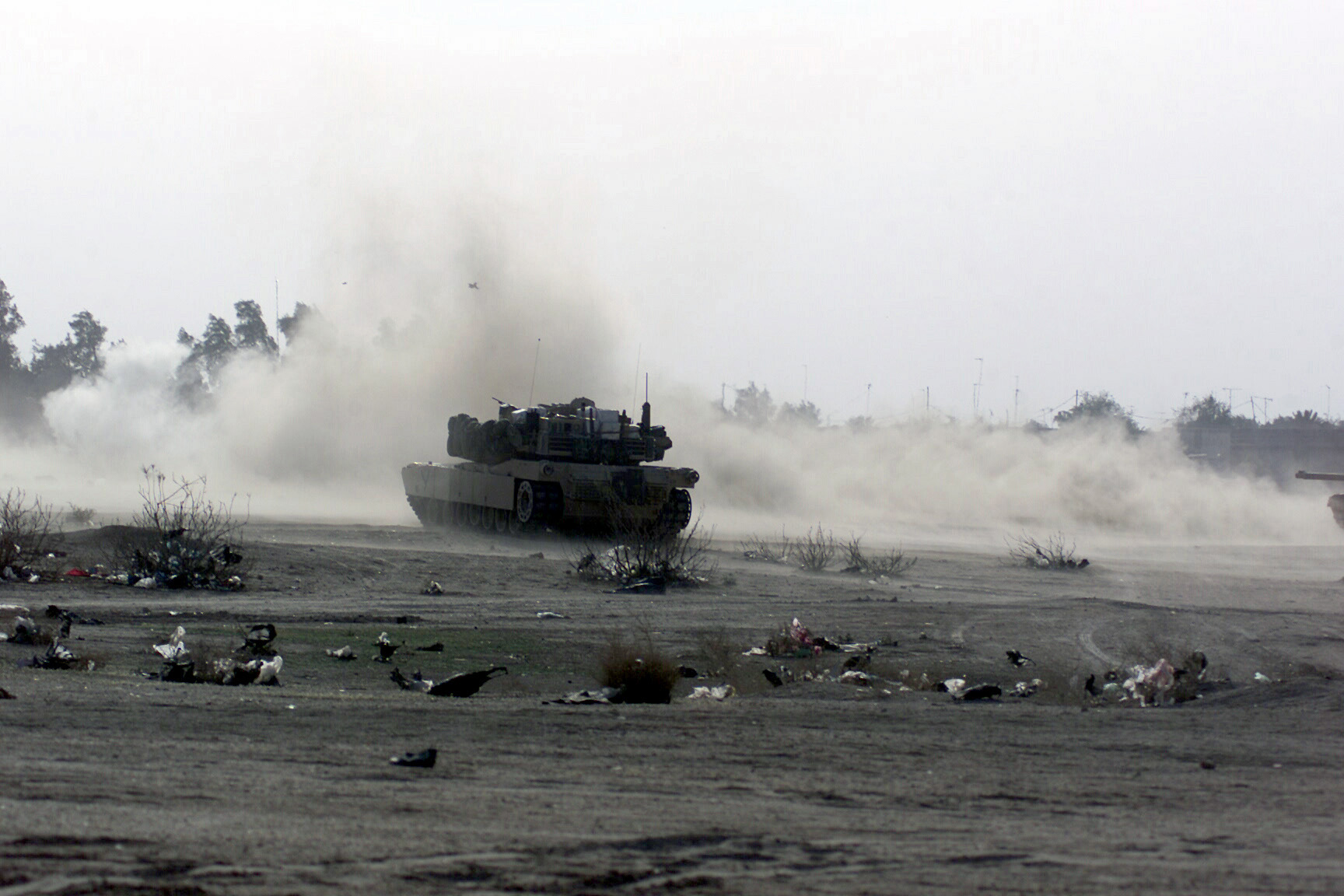
Czołg M1 Abrams na polu bitwy

Bitwa pod Umm Kasr – jedna z pierwszych bitew II wojny w Zatoce Perskiej, która toczyła się na wybrzeżu Zatoki Perskiej.
W walkach o Umm Kasr brały udział: polski GROM pod dowództwem płk. Romana Polki, Royal Marines z 3 Commando Brigade oraz amerykański 15 Oddział Ekspedycyjny.

## Bitwa
Bitwa rozpoczęła się wieczorem 20 marca ok. 20:00. Wojska irackie stawiały niespodziewanie silny opór. Gdy równoległa bitwa pod Al-Fau się zakończyła, siły koalicji dopiero zaczęły przełamywać linie obrony armii Iraku. Podczas bitwy wojska lądowe były stale wspierane przez lotnictwo oraz marynarkę wojenną (m.in. brytyjski okręt HMS Bangor). Ponadto port Umm Kasr odegrał ważną rolę w transporcie dostaw dla wojsk rozwijających ofensywę. Jego zdobycie w stanie nienaruszonym było kluczowe, gdyż tylko tam mogły zawinąć duże statki z zaopatrzeniem. 25 marca brytyjscy marines ogłosili zdobycie portu. W kolejnych dniach amerykańskie lotnictwo prowadziło naloty na starą część miasta Umm Kasr.
21 marca w katastrofie śmigłowca zginęło 12 żołnierzy (4 USA i 8 Brytyjskich). Były to pierwsze alianckie ofiary wojny. Oprócz tego w wymianie ognia zginęło 2 innych żołnierzy USA.
W walkach zginęło ok. 40 żołnierzy irackich i 14 żołnierzy koalicji. 450 irackich wojskowych pojmano do niewoli.